# Andy Hicks
Andy Hicks (* 10. August 1973 in Tavistock) ist ein englischer Snookerspieler aus der Grafschaft Cornwall. Von 1991 bis 2013 spielte er 22 Jahre als Profi und 2019 kehrte er noch einmal für 5 Jahre auf die Profitour zurück. In den 1990ern schaffte er es bis in die Top 20 der Weltrangliste und 1997 gelang ihm bei der Benson and Hedges Championship, einem Qualifikationsturnier, sein einziger Turniersieg.

## Karriere

### Anfänge als Snookerprofi
Andy Hicks war ein sehr erfolgreicher Jugendspieler und versuchte schon mit 15 Jahren über die WPBSA Pro Ticket Series auf die Profitour zu kommen. 1989 stand er im Finale der britischen U-16-Meisterschaft, in dem er Ronnie O’Sullivan mit 1:3 unterlag. Zwei Jahre später wurden die Profiturniere für alle geöffnet und er ergriff die Gelegenheit mit 18 Jahren Profi zu werden.
Schon bei seinem ersten Turnier, dem Dubai Classic 1991, erreichte er nach 6 Qualifikationsrunden das Hauptturnier, wo er knapp mit 4:5 gegen Joe Johnson verlor. Bei der UK Championship kam er ein zweites Mal unter die letzten 64. Bei den Strachan Open besiegte er auf dem Weg dorthin unter anderem Alex Higgins, in Thornbury erzielte er dann seinen ersten Hauptrundensieg mit 5:4 gegen den Kanadier Bob Chaperon. Auf Chaperon, Nummer 30 der Weltrangliste, traf er auch in der ersten Hauptrunde der European Open und diesmal siegte er mit 5:0. Bei der Weltmeisterschaft spielte er sich durch 7 Qualifikationsrunden und spielte gegen Willie Thorne um den Einzug ins Crucible Theatre, verlor aber klar mit 5:10. Damit war er schon nach einem Jahr auf Platz 70 der Rangliste. Dadurch verkürzte sich die Qualifikation für ihn erheblich, aber einen größeren Erfolg hatte er erst wieder bei der zweiten Strachan Challenge, wo er bis ins Achtelfinale vorstieß. Bei den European Open kam er dann erstmals sogar bis ins Halbfinale. Er schlug unter anderem den Weltranglistenachten Gary Wilkinson und mit Eddie Charlton, Darren Morgan und Ronnie O’Sullivan weitere Topspieler, bevor ihn Steve Davis mit 6:1 stoppte. Beim International Open schlug er die Nummer 5 Neal Foulds mit 5:2, bevor in der Runde der letzten 32 Schluss war.

### Die Jahre in den Top 20 der Weltrangliste
Die Saison 1993/94 begann mit dem Viertelfinaleinzug beim Dubai Classic und Siegen über Nigel Bond mit 5:4 und den Weltranglistenzweiten John Parrott mit 5:3. Beim ersten Turnier der Strachan Challenge erreichte er Anfang 1994 erstmals das Finale eines Profiturniers, das er mit 4:9 gegen Anthony Hamilton verlor. Allerdings ging es in diesem Turnier nicht um Ranglistenpunkte. Punkte gab es dagegen wieder für das Achtelfinale bei den British Open, in dem er Steve Davis immerhin in den Decider zwingen konnte, bevor er erneut gegen ihn verlor. Damit näherte er sich stetig den Top 32 und machte in der nächsten Saison einen weiteren Schritt nach vorne. Beim Grand Prix 1994 gelang ihm im vierten Aufeinandertreffen der erste Sieg über den Weltranglistenzweiten Steve Davis. Zum zweiten Mal stand er in einem Ranglisten-Halbfinale und das verlor er nur knapp mit 8:9 gegen Dave Harold. Bei der Weltmeisterschaft schaffte er mit einem 10:9-Sieg über den favorisierten Martin Clark erstmals den Einzug in die Endrunde. Im Crucible traf er in Runde 1 wieder auf Steve Davis, den er ein weiteres Mal, diesmal mit 10:7, besiegen konnte. Auch Willie Thorne und danach Peter Ebdon konnten ihn nicht aufhalten, er gewann deutlich mit 13:7 bzw. 13:8 und traf im Halbfinale auf Nigel Bond. Der spielte allerdings in diesem Jahr die beste Saison seiner Karriere mit Platz 5 am Ende und krönte sie mit einem 16:11-Sieg über Hicks und dem Einzug ins WM-Finale. Aber auch Hicks erreicht mit Platz 17 bereits die beste Platzierung seiner Karriere.
1995/96 schaffte er beim zweitgrößten Turnier, der UK Championship, ebenfalls den Halbfinaleinzug. Er besiegte den Weltranglistenfünften James Wattana mit 9:8, danach Ronnie O’Sullivan, inzwischen auf Platz 3, mit 9:7. Dann verwehrte ihm aber Ebdon mit einem klaren 9:1 den ersten Finaleinzug bei einem Ranglistenturnier. Aufgrund seiner Ranglistenplatzierung durfte Hicks in diesem Jahr auch erstmals am Masters teilnehmen. Er überstand die Wildcard-Runde gegen David Roe, gewann gegen James Wattana und John Parrott, Nummer 5 und 4 der Welt, und verlor dann gegen O’Sullivan mit 1:6. Damit hatte er auch beim dritten Triple-Crown-Turnier das Halbfinale erreicht. Mit einem erneuten Sieg über Steve Davis sowie Siegen über Terry Griffiths und Tony Chappel erreichte er beim European Open zum dritten Mal in diesem Jahr ein Halbfinale. Allerdings verpasste er bei der Weltmeisterschaft gegen Jimmy Michie die Endrunde und damit die Chance, sich in der Weltrangliste zu verbessern. In der Saison 1996/97 dauerte es bis zum European Open, bis er – durch einen Sieg gegen Mark Williams – wieder ein Achtelfinale erreichte. Bei der WM kam er mit einem Sieg über Matthew Stevens zum zweiten Mal in die Endrunde. Im Crucible traf er dann zum ersten Mal auf Stephen Hendry, der den WM-Titel zuvor fünfmal in Folge gewonnen hatte. Einen schnellen 1:5-Rückstand konnte er gegen den Weltranglistenersten nicht mehr wettmachen und verlor am Ende klar mit 6:10. In der Nachsaison erreichte er beim Pontins Professional zum zweiten Mal ein Finale, erneut bei einem Turnier ohne Weltranglistenpunkte. Gegen Martin Clark verlor er das Endspiel mit 7:9. In der Weltrangliste verlor Hicks das zweite Jahr in Folge einen Platz und trat damit auf der Stelle.

### Nachlassende Erfolge und Abstieg in der Rangliste
1997 schaffte er bei seinem dritten Nicht-Ranglistenturnier den Einzug ins Finale: Bei der Benson & Hedges Championship traf er dort nach Siegen über Jimmy White und Rod Lawler auf Paul Davies. Mit einem 9:6-Sieg gelang ihm sein einziger Titelgewinn auf der Profitour. Gleichzeitig hatte er sich damit zum zweiten Mal für das Masters qualifiziert, wo er aber diesmal in der Wildcard-Runde an Darren Morgan scheiterte. Das Achtelfinale bei den Welsh Open war sein bestes Ranglistenergebnis in diesem Jahr. Bei der Weltmeisterschaft kam er erneut in die Endrunde, schied dann aber gegen Stephen Lee aus. Er verlor in der Rangliste weiter an Boden und erlebte in der Saison 1998/99 einen Einbruch. Bei der UK Championship gelang ihm sein einziger Sieg bei einem Ranglistenturnier gegen John Whitty, in der zweiten Runde verlor er seit langem mal wieder ein Spiel gegen Steve Davis. Danach verlor er bis zum Saisonende sieben Mal das Auftaktspiel. Dank der Vorergebnisse konnte er sich in der Zweijahreswertung der Weltrangliste gerade noch auf Platz 32 halten, was ihm eine zusätzlich Qualifikationsrunde ersparte. Er gewann auch wieder mehr Partien und kam beim Grand Prix wieder ins Achtelfinale. Am Saisonende verpasste er aber erneut den Endrundeneinzug bei der WM, weshalb er doch aus den Top 32 herausfiel.
Obwohl er in der Saison 2000/01 eine Runde früher gegen leichtere Gegner antrat, stellten sich keine größeren Erfolge ein. Die dritte Runde beim Grand Prix war sein einziger Punkteerfolg in der ersten Saisonhälfte. Auch der Halbfinaleinzug bei der Benson & Hedges Championship brachte keinen Motivationswende bei den Ranglistenturnieren. Er verlor im Gegenteil die nächsten fünf Auftaktmatches, und nur weil er bei der Weltmeisterschaft nach einem erneuten Sieg über Steve Davis wieder ins Crucible kam, blieb ihm ein tieferer Sturz erspart. Ein weiteres Achtelfinale bei den British Open 2001 mit Siegen über Billy Snaddon und Jimmy White, Nummer 26 und Nummer 11 der Weltrangliste, waren wieder einmal ein Erfolgserlebnis. Danach gab es aber nur noch einzelne Siege und seit langem wieder das Aus bei der WM in der Runde der letzten 64. Er fiel aus den Top 48 und im Jahr 2003 drohte er gar aus den Top 64 herauszufallen, konnte dies aber bei der Qualifikation zur Weltmeisterschaft 2003 durch einen 10:9-Sieg gegen Craig Butler und einen weiteren Sieg über Brian Morgan verhindern. Davor waren ihm in der ganzen Saison nur zwei Siege bei Ranglistenturnieren gelungen.

### Der Zwischenfall mit Quinten Hann und die Rückkehr in die Top 32
Die Saison 2003/04 brachte danach eine Trendwende. Schon bei den British Open erreichte er wieder einmal die Runde der letzten 32. Auch bei anderen Turnieren kam er in die zweite oder dritte Runde und bei der Weltmeisterschaft gewann er das Duell um den Endrundeneinzug gegen Anthony Davies. Nach 9 Jahren gewann er dann erstmals wieder im Crucible und besiegte Quinten Hann mit 10:4. Auch gegen Ronnie O’Sullivan hielt er im Achtelfinale bis zum 10:10 mit, verlor dann aber mit 11:13.
Das Spiel gegen Hann hatte noch ein Nachspiel. Schon während des Spiels stichelten die beiden Spieler immer wieder gegeneinander und der für seine Unbeherrschtheit bekannte Australier ging nach Spielende nach einer provokanten Äußerung auf Hicks los. Die beiden mussten vom Schiedsrichter getrennt werden. Hinterher forderte Hann seinen Kontrahenten zu einem Boxkampf heraus, den Hicks aber ablehnte. Mark King, der mit Hicks befreundet ist und selbst noch einen offenen Streit mit Hann gehabt hatte, nahm an seiner Stelle an. Der Kampf wurde als „Pot Whack“ (whack = Prügelei, Wortspiel mit „Pot Black“) medial inszeniert und endete mit einem Sieg für den Australier.
Zum Auftakt der Saison 2004/05 erreichte Hicks Runde 3 beim Grand Prix und kam danach bei den British Open nach einem 5:4-Sieg über den Weltranglisten-7. Ken Doherty ins Viertelfinale, wo ihn erneut O’Sullivan stoppte. In Runde 4 der UK Championship traf er erneut auf Doherty, den er diesmal mit 9:7 schlug, womit er ins Achtelfinale einzog. Am Saisonende erreichte er nach einem 10:5-Sieg gegen Dominic Dale ein weiteres Mal die Endrunde der WM. In nur zwei Jahren kehrte er damit in die Top 32 der Weltrangliste zurück.

### Kampf um den Profistatus und Tour-Aus nach 22 Jahren
Dass er nun wieder eine Qualifikationsrunde weniger spielen musste, führte bei einer zusätzlich sinkenden Zahl an Turnieren dazu, dass er nur noch wenige Partien zu bestreiten hatte. Bei 6 Turnieren erreichte er in der nächsten Saison 3 Mal die zweite Runde, darunter auch die WM-Endrunde. Alleine das genügte, um seine Position zu halten. 2006/07 gewann er beim Grand Prix in der Gruppenphase sein einziges Match gegen Stephen Hendry, verlor aber sonst bis zum Saisonendspurt alle anderen Partien. Einzige zählbare Ausbeute waren ein Sieg bei den China Open und ein weiterer bei der Weltmeisterschaft, der ihn zum achten und letzten Mal ins Crucible brachte. Er fiel wieder aus den Top 32 heraus und nachdem im Jahr darauf in 5 der 6 Turniere das Aus bereits in der ersten Runde gekommen war, musste er in der 2008/09 wieder um die Top 64 und damit seinen Profistatus kämpfen. Es bedeutete auch eine zusätzliche Qualifikationsrunde, die er aber nutzen konnte. Bei fast allen Turnieren erreichte er die zweite oder dritte Runde und beim Shanghai Masters schaffte er es ins Hauptturnier, wo er den Weltranglistendritten Shaun Murphy mit 5:1 schlug und ins Achtelfinale einzog. Doch im Jahr darauf gewann er erneut nur 3 Partien bei 6 Ranglistenturnieren und er blieb am unteren Ende des Top-64-Feldes.
2010 erhöhte sich mit der Einführung der Players Tour Championship (PTC) die Zahl der Turniere erheblich. Hicks kam gut mit dem neuen Format zurecht, er erreichte beim dritten Turnier in Sheffield das Viertelfinale und bei Turnier Nummer 6 das Achtelfinale sowie zwei weitere Male Runde 3. Die 12 Kleinturniere brachten aber auch weniger Ranglistenpunkte. Bei den größeren Turnieren erreichte er zweimal Runde 3. 2011/12 gab es ein Achtelfinale bei den Antwerp Open 2011 und zweimal Runde 3 in der PTC, dazu noch der Einzug in die Runde der letzten 32 bei den Welsh Open. Trotz nachlassender Ergebnisse reichte es noch für Platz 61. Im Jahr darauf kam er aber bei keinem PTC-Turnier über die Letzten 32 und bei keinem anderen Turnier über die Letzten 64 hinaus. Bei der UK Championship beendete er seinen Erstrundensieg gegen Daniel Wells mit einem Maximum Break, dem einzigen in seiner Karriere. Am Saisonende landete er knapp auf Platz 65 und verlor damit nach 22 Jahren auf der Profitour  seinen Profistatus. Mit 38 Jahren zog er sich erst einmal vom Snooker zurück.

### Erfolge als Amateur und weitere fünf Profijahre
Doch bereits 2015 trat er erneut in der Q School an, um wieder ein Tourticket zu bekommen. Zweimal erreichte er das Achtelfinale und verpasste damit jeweils das Entscheidungsspiel. Aufgrund seiner guten Platzierung in der Q-School-Gesamtwertung („Order of Merit“) bekam er aber Wildcards für viele Profiturniere. Doch in der 2015/16 nutzte er die Chance nur einmal zu einem Sieg beim German Masters gegen Dominic Dale. Im Jahr darauf reichte es in der Q School erneut nicht zur Qualifikation, aber wieder für weitere Startplätze auf der Tour als Amateur. Diesmal gab es einige bemerkenswerte Ergebnisse, allen voran das Halbfinale beim Snooker Shoot-Out 2017. In dem Sonderformat mit 1-Frame-Matches auf Zeit besiegte er unter anderem Mark Williams und Michael Georgiou. Bei drei größeren Ranglistenturnieren gelang ihm ein Erstrundensieg und beim Riga Masters kam er in Runde 3. Im Jahr darauf genügte die Q-School-Leistung nicht und so konnte er nur an den beiden für Amateure offenen Turnieren der Main Tour teilnehmen. Beim Gibraltar Open 2018 schaffte er es dabei bis in die dritte Hauptrunde. Nach der Saison endeten seine Q-School-Bestrebungen wieder zweimal im Halbfinale seiner jeweiligen Gruppe, was ihm weitere Gelegenheiten für Turnierteilnahmen gab. Bei den Indian Open 2019 profitierte er von der Absage von Erstrundengegner Neil Robertson und schaffte anschließend den Einzug ins Achtelfinale.
Im fünften Anlauf in der Q School und auch da erst im dritten Turnier kam schließlich der Erfolg. Er erreichte das Finale seiner Gruppe und holte sich durch ein 4:0 gegen Qingtian Yang mit 45 Jahren die erneute Tourzugehörigkeit, die für zwei Jahre galt. Die Rückkehr verlief aber enttäuschend mit nur 2 Siegen bei 14 Starts in der Saison 2019/20. Im zweiten Jahr gab es mehr Siege, unter anderem erreichte er Runde 3 bei den Northern Ireland Open machte Punkte bei den großen Turnieren. Aber für mehr als Platz 89 in der Rangliste reichte es nicht mehr. Für die automatische Verlängerung des Profistatus war es zu wenig, aber alleine die Ergebnisse des letzten Jahres genügten für einen Platz unter den Top 8 der bereinigten Ein-Jahres-Rangliste und damit für zwei weitere Profijahre. 2021/22 begann mit einzelnen Siegen bei kleineren Turnieren, bevor er bei der UK Championship nacheinander Liang Wenbo, Michael Holt, Dominic Dale und David Gilbert jeweils mit 6:5 schlug und erst im Viertelfinale gestoppt wurde. Das herausragende Ergebnis zusammen mit ein paar weiteren gewonnen einzelnen Matches führte mit Platz 67 in der Rangliste zu einer guten Ausgangsposition für das zweite Jahr. Mit einer Reihe von Auftaktsiegen und dem Erreichen der dritten Runde bei 2 Turnieren konnte er die Platzierung festigen und bei der WM schob er sich mit einem Sieg über Jamie O’Neill unter die Top 64 und behielt seinen Tourplatz. Zu Beginn der Saison 2023/24 konnte er sich auch noch weiter verbessern, aber mit dem Wegfall der Punkte der UK Championship 2021 fiel er aus den Top 64. Dazu häuften sich die Auftaktniederlagen und schließlich war ein einziger Sieg bei der abschließenden Weltmeisterschaft zu wenig, um ihn wieder nach oben zu bringen. Auch eine weitere Q-School-Teilnahme konnte ihn nicht mehr retten. Mit 50 Jahren verlor er zum zweiten Mal seinen Profistatus und beendete seine Karriere.

## Erfolge
Ranglistenturniere
- Halbfinale: Weltmeisterschaft (1995), UK Championship (1995), European Open (1993, 1996), Grand Prix (1994), Snooker Shoot-Out (2017)
- Viertelfinale: British Open (2004), Dubai Classic (1993), UK Championship (2021)

Minor-Ranking-Turniere
- Viertelfinale: Players Tour Championship (2010 – Turnier 3)

Andere Profiturniere
- Sieger: Benson & Hedges Championship (1997)
- Finale: Strachan Challenge (1994 – Turnier 1), Pontins Professional (1997)
- Halbfinale: Masters (1996), Pontins Professional (1998), Benson & Hedges Championship (2000)

Qualifikation für die Profitour
- Q School (2019 – Turnier 3)